# Hormon
Hormonernas bildande och verkan beskrivs även i artikeln endokrina systemet.
Hormoner (från grekiskans "ὁρμῶν", som sätter i rörelse) är molekyler som fungerar som budbärare från en cell eller ett organ i kroppen till en annan cell eller grupp av celler. Alla flercelliga organismer producerar hormoner, även växter. Läran om hormoners biologiska funktioner kallas endokrinologi, men även andra forskningsfält, såsom biokemi, studerar hormoner.
Hormoner frisätts från endokrina celler, antingen i blodomloppet, i andra kroppsvätskor eller direkt till näraliggande vävnader. De ingår i det endokrina systemet, som tillsammans med centrala nervsystemet samordnar fundamentala livsprocesser såsom ämnesomsättning och fortplantning. Störningar i hormonaktiviteten kan vara medfödda eller förvärvade, och kallas endokrina sjukdomar.
Flera hormoner är kemiskt identiska med signalsubstanser i hjärnan, men de flesta signalsubstanser är inte hormoner.
Ernest Starling införde begreppet hormon.

## Funktion
Alla kroppens celler producerar en mängd molekyler som reglerar produktionen av andra molekyler, i den egna eller intilliggande celler. De klassiska hormonerna fungerar för att reglera kroppens funktion på en övergripande nivå, hela organismens funktion. De kan dock också förekomma i mer lokal användning. 
Hormonerna verkar på ett flertal olika sätt, till exempel genom att binda till särskilda receptorer på cellens yta, genom att tränga in i cellkroppen och starta eller stoppa en reaktion inuti cellen, eller genom att utlösa programmerad celldöd. Under fosterstadiet och puberteten sätter hormoner igång invecklade utvecklingskedjor som påverkar hela kroppens utveckling. 

## Typer av hormoner
Medical Subject Headings, en uppdelning riktade till hur artiklar i tidskrifter bör delas in, räknar nio hormongrupper: kortikosteroider (binjurebarkshormoner), gastrointestinala hormoner (hormoner i mag-tarmkanalen), könshormoner, ektopiska hormoner, hormoner hos ryggradslösa djur, melatonin, peptidhormoner, tymushormoner och tyreoideahormoner (hormoner i sköldkörteln). Hormoner kan parallellt med detta system delas in i endokrina hormoner, lokala hormoner, neurohormoner och prohormoner.

### Endokrina hormoner
Hormoner kan verka över kortare eller längre avstånd. I de flesta fall frisätts hormonerna i blodbanan, och verkar på ett målorgan som kan finnas i en helt annan del av kroppen än där hormonet tillverkas. Dessa hormoner benämns endokrina hormoner, och de organ som utsöndrar dem är endokrina organ. 

### Lokala hormoner
Lokala hormoner är hormoner som till skillnad från endokrina hormoner har lokal effekt och transporteras i vävnadsvätskan istället för via blodet. De lokala hormonerna verkar därmed i eller nära den endokrina cellen (autokrin respektive parakrin effekt). Bland de lokala hormonerna kan nämnas eikosanoider, histamin och serotonin.

### Neurohormoner
Neurohormoner produceras i nervceller och transporteras i vesiklar till ett mellanlager, och frisätts sedan genom nervstimulus. Hos människa och andra ryggradsdjur är de främsta exemplen antidiuretiskt hormon och oxytocin, vilka bildas i neuroendokrina celler i hypotalamus och transporteras till neurohypofysen genom nervfibrer. Dessa utsöndras sedan i blodet efter aktionspotentialer från olika nerver med synapser till neurohypofysen.

### Prohormoner
Prohormoner, är en så kallad prekursor, kallas hormoner som får biologisk effekt eller ökad biologisk effekt först när de omvandlats till ett annat hormon. Det finns många prohormoner, varav Vitamin D, testosteron, tyroxin och dehydroepiandrosteron är några.

## Struktur
Ryggradsdjurens hormon delas kemiskt in i fyra grupper: 
1. Aminoderiverade hormoner är kemiska föreningar som utgår från någon av aminosyrorna tyrosin eller tryptofan.
2. Peptidhormoner består av kedjor av aminosyror länkande med peptidbindningar. Långa kedjor med hundratals aminosyror kallas för protein. En del proteiner fungerar också som hormoner, till exempel insulin och en del tillväxthormoner, och kallas då ofta polypeptidhormoner.
3. Steroidhormonerer baseras på kolesterol. Steroidhormon produceras bland annat i könskörtlarna och i binjurebarken.
4. Lipid- och fosfolipidhormoner är byggda på olika slags fetter.

Ett enskilt hormon som ligger vid sidan av dessa fyra grupper är det gasformiga kvävemonoxid (NO), som framföra allt påverkar blodtrycket och blodförsörjningen till olika organ.

## Homeostas
Huvudartikel: Homeostas.
De flesta reglerande hormoner ingår i ett så kallat homeostatiskt system. Det betyder att systemet strävar efter att vara självreglerande kring en viss jämviktsnivå. När något inträffar som rubbar jämvikten, utsöndras hormoner som påverkar kroppen till dess att en ny jämvikt kan uppnås. 
Så ger till exempel insulin signaler som leder till att cellerna upptar socker från blodet. Andra hormoner, bland annat adrenalin, leder till att blodsockerhalten ökar. Genom att halterna av dessa hormoner balanserar varandra, hålls också blodsockerhalten på en relativt konstant nivå. Det finns också ett annat hormon, glukagon, med motsatt verkan till insulin: det ökar nedbrytningen av glykogen, vilket leder till en höjd blodsockernivå. Vid brist på insulin uppstår sjukdomen diabetes, men sjukdomen kan även uppstå för att receptorerna för insulin på kroppens celler är avtrubbade, till exempel som följd av en ohälsosam livsstil.
En rad faktorer påverkar produktionsnivåerna av hormon i kroppen:
- Andra hormoner, som ökar eller minskar produktionen
- Koncentrationen av joner, näringsämnen eller andra kemiska ämnen i kroppens plasma
- Nervceller som ger signaler till hormonproducerande celler
- Förändringar i miljön, till exempel ljus eller temperatur
- Sjukdomar som till exempel tumörer